# لودفيغ ستروف
لودفيغ ستروف (بالألمانية: Ludwig von Struve)‏ (و. 1858 – 1920 م) هو عالم فلك، وأستاذ جامعي من ألمانيا. ولد في سانت بطرسبرغ.
توفي في سيمفروبول، عن عمر يناهز 62 عاماً.

## التعليم
تعلم في جامعة تارتو.

## مناصب وهيئات
أدار جامعة خاركوف.